# Expedición 29
La Expedición 29 fue la 29ª estancia de larga duración en la Estación Espacial Internacional.

## Tripulación
| Posición             | Primera parte (septiembre de 2011 a noviembre de 2011) | Segunda parte (noviembre de 2011)            |
| -------------------- | ------------------------------------------------------ | -------------------------------------------- |
| Comandante           | Mike Fossum, NASA Tercer vuelo espacial                | Mike Fossum, NASA Tercer vuelo espacial      |
| Ingeniero de vuelo 1 | Satoshi Furukawa, JAXA Primer vuelo espacial           | Satoshi Furukawa, JAXA Primer vuelo espacial |
| Ingeniero de vuelo 2 | Sergei Volkov, RSA Segundo vuelo espacial              | Sergei Volkov, RSA Segundo vuelo espacial    |
| Ingeniero de vuelo 3 |                                                        | Antón Shkaplerov, RSA Primer vuelo espacial  |
| Ingeniero de vuelo 4 |                                                        | Anatoli Ivanishin, RSA Primer espacial       |
| Ingeniero de vuelo 5 |                                                        | Dan Burbank, NASA Tercer vuelo espacial      |

FuenteNASA